# Anthornis melanura
Il campanaro di Nuova Zelanda (Anthornis melanura Sparrman, 1786), noto anche con i nomi māori di Korimako o Makomako, è un uccello passeriforme endemico della Nuova Zelanda. Presenta una colorazione verdastra ed è l'unica specie vivente del genere Anthornis. È uno dei responsabili dei cori all'alba per i quali è conosciuta la Nuova Zelanda, che tanto stupirono i primi coloni europei. L'esploratore James Cook scrisse, riguardo a questo canto: «Fui svegliato dal canto degli uccelli sulla spiaggia, da cui noi distiamo quasi un quarto di miglio. Erano sicuramente in tanti. Sembrava che sforzassero le loro gole per rivalità, e forse emettevano la musica più melodiosa che io abbia mai sentito, che imitava quasi quella dei campanelli, ma con il più armonioso suono argenteo che si possa immaginare, al quale la distanza contribuiva non poco». Il richiamo emesso dal campanaro viene talvolta confuso con il canto del tui. La specie è comune in gran parte della Nuova Zelanda e delle isole vicine, ed è presente anche sulle isole Auckland.

## Descrizione
I maschi sono di colore verde oliva con riflessi scuri dai toni violacei sulla testa e la parte superiore di ali e coda di colore nero. Le femmine, invece, hanno una colorazione generale di un bruno oliva più scialbo, con riflessi azzurri sulla testa e una zona di colore bianco-giallastro tra la base del becco e la parte inferiore dell'occhio. Entrambi hanno l'iride rossa. Dalla punta del becco all'estremità della coda misurano 17–20 cm di lunghezza. Le femmine pesano circa 25 g, i maschi circa 32. Le giovani femmine hanno gli occhi marroni e una striscia sulle guance di colore giallo chiaro. I giovani maschi hanno le penne della parte superiore delle ali e della coda di colore nero-bruno opaco.

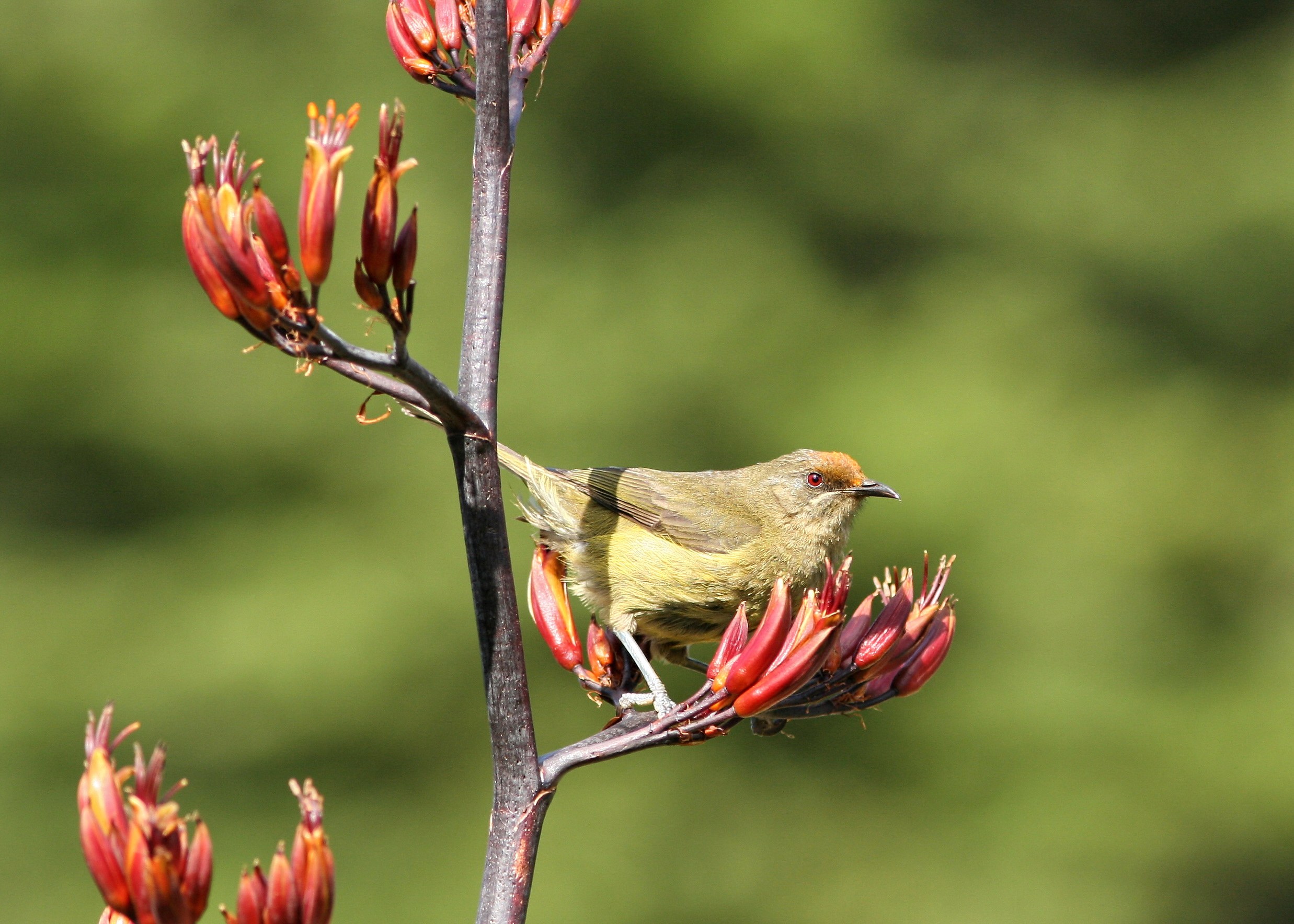
Femmina
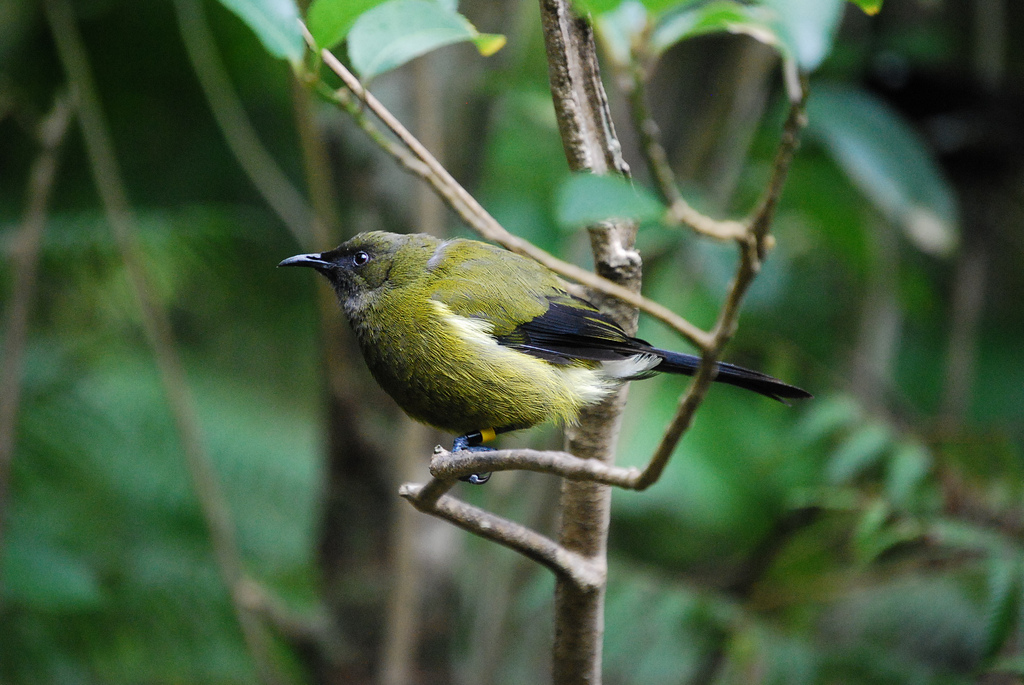
Maschio

## Distribuzione e habitat
Il campanaro è diffuso in tutte e due le isole principali della Nuova Zelanda, ad eccezione delle zone settentrionali dell'Isola del Nord. La popolazione e l'areale di questa specie sono stati gravemente compromessi dall'introduzione di un tipo di agricoltura di stile europeo, che ha portato alla distruzione delle foreste originarie (habitat naturale del campanaro). Un altro importante fattore di minaccia per la specie è stata l'introduzione di specie predatrici, quali gatti, donnole, ermellini, furetti e ratti, e di specie che competono con essa per il cibo, come le vespe. I predatori catturano gli uccelli o ne razziano le uova, mentre le specie competitrici sottraggono loro fonti di cibo naturali come nettare, melata e insetti. Il declino subito da questa specie è lo stesso che ha colpito molte altre specie endemiche della Nuova Zelanda, ma per ragioni tuttora sconosciute il campanaro è nuovamente aumentato di numero ed è ancora comune in gran parte dell'isola.

## Biologia

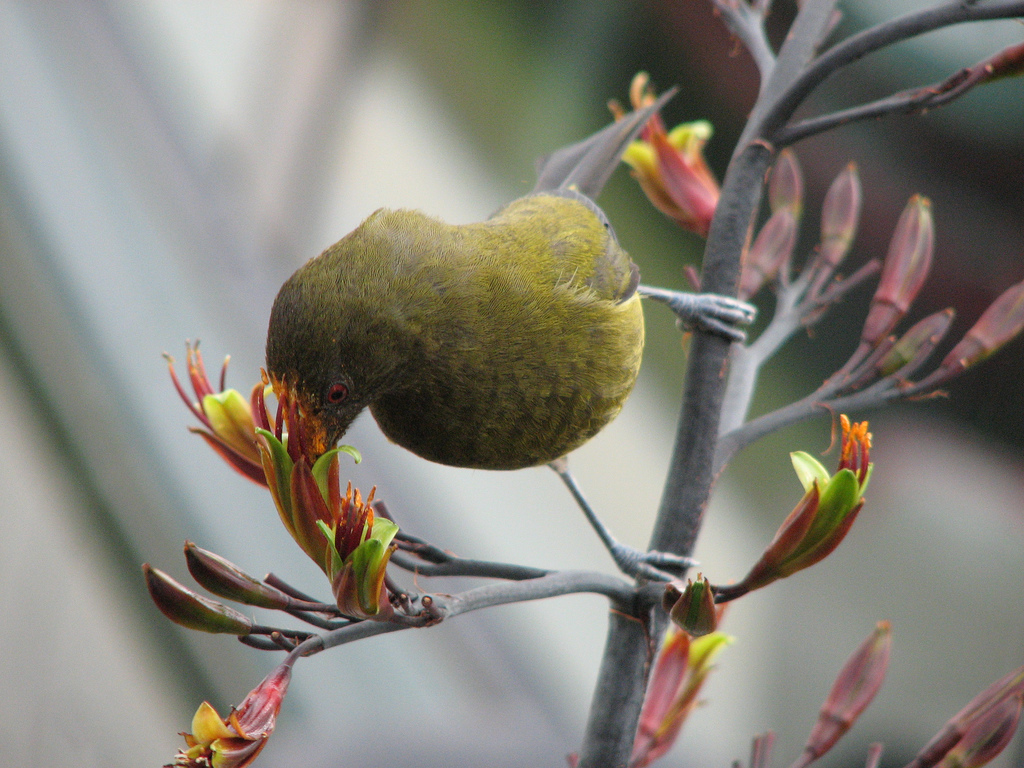
Campanaro si nutre su fiori di lino; da notare il polline sulla fronte che impollinerà altri fiori.

### Riproduzione
La nidificazione avviene tra settembre e gennaio, e possono essere deposte due nidiate. Colore delle uova, numero di pulcini e durata dell'incubazione sono simili a quelli del tui. Generalmente la femmina depone tre o quattro uova ricoperte da puntolini e macchie di colore bruno-rosato.

### Alimentazione
Il campanaro si nutre di nettare, frutta e insetti. Questi ultimi sono particolarmente richiesti dalle femmine e dai loro pulcini durante la stagione della nidificazione. Come gli altri Melifagidi, gioca un ruolo molto importante nell'ecosistema, impollinando numerose specie di piante native, quali il vischio, la fucsia e il kowhai.

### Canto
Il canto del campanaro consiste in tre distinte sonorità che ricordano lo scampanio di campanelli. Gli uccelli cantano anche durante il giorno, ma preferiscono farlo di prima mattina o a tarda sera. Il loro richiamo di allarme è costituito da una serie di rigide note staccate, che ricordano il richiamo del merlo.

## Tassonomia
Gli studiosi riconoscono tre sottospecie di campanaro di Nuova Zelanda:
- A. m. melanura (Sparrman, 1786) - Isola del Nord, Isola del Sud e numerose isole vicine;
- A. m. obscura Falla, 1948 - isole Three Kings (a nord-ovest dell'Isola del Nord);
- A. m. oneho Bartle e Sagar, 1987 - isole Poor Knights (ad est dell'Isola del Nord).

Il campanaro delle Chatham, A. melanocephala, scomparso agli inizi del XX secolo, veniva fino a poco tempo fa considerato una sottospecie del campanaro di Nuova Zelanda, con il nome di A. m. melanocephala.